# Raubach
Raubach là một đô thị thuộc huyện Neuwied, trong bang Rheinland-Pfalz, phía tây nước Đức. Đô thị Raubach có diện tích 7,83 km², dân số thời điểm ngày 31 tháng 12 năm 2006 là 1960 người.